# (5854) 1992 UP
(5854) 1992 UP (1992 UP, 1976 YJ2, 1984 GD, 1986 TD15, 1989 AJ3, 1991 PV13) — астероїд головного поясу, відкритий 19 жовтня 1992 року.
Тіссеранів параметр щодо Юпітера — 3,186.